# 라우디안주의
라우디안주의(Laudianism)는 17세가 초반 영국국교회안에서 일어난 개혁운동을 일컫는 말로 대주교인 윌리엄 로드와 그의 추종자들에 의해 일어났다.
장 칼뱅과 그의 추종자들에 의해 주장된  칼빈주의 이중예정론을 부정하고 자유의지와 보편적 구속을 주장하며 영국 국교회안에서의 아르미니우스주의를 나타내는 운동이었다.